# Igor Kanygin
Igor Kanygin est un lutteur soviétique spécialiste de la lutte gréco-romaine né le 6 juin 1956 à Vitebsk.

## Biographie
Igor Kanygin participe aux Jeux olympiques d'été de 1980 à Moscou dans la catégorie des poids mi-lourds, où il remporte la médaille d'argent.